# Ataliva Roca
Antonio Ataliva Roca (San Miguel de Tucumán, 10 de mayo de 1839 – Buenos Aires, 21 de mayo de 1912) fue un hombre de negocios y político progresista argentino, con el que Guillermo Lehmann mantuvo contactos relacionados con la actividad colonizadora del oeste santafesino. Fundó la ciudad de Ataliva en la provincia de Santa Fe. Era el hijo del Coronel Segundo Roca y hermano de Julio Argentino Roca.

## Primeros años
Ataliva Roca (Antonio Ataliva Roca Paz) fue el segundo de ocho hijos del coronel Segundo Roca y Agustina Paz, nació el 10 de mayo de 1839 y fue bautizado el 8 de junio de 1839 en la Catedral de San Miguel de Tucumán. Recibió en la pila bautismal el extraño nombre de Ataliva en recuerdo y homenaje de un indio de las montañas del Perú, que había salvado a su padre años antes, levantándolo maltrecho de entre los soldados muertos en un encuentro y curando luego sus heridas.

## Participación en guerras y en batallas

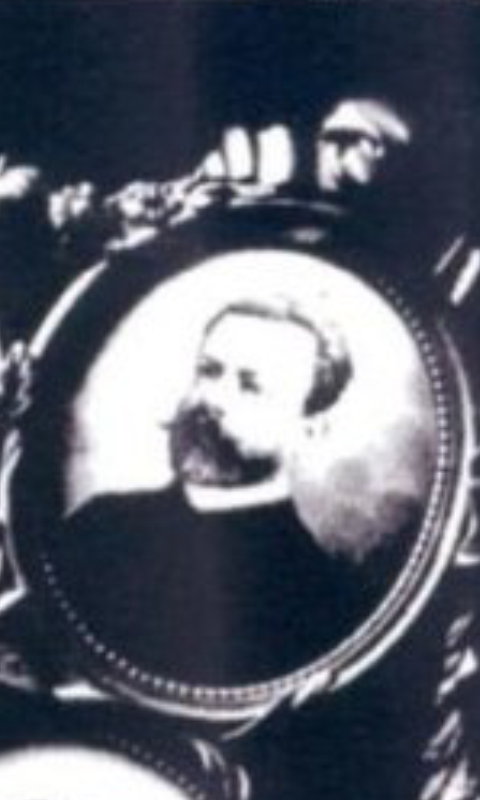
El Coronel Ataliva Roca.

Ataliva participó en la de la Guerra de la Triple Alianza contra el Paraguay junto con su padre y con sus hermanos Rudecindo, Celedonio, Marcos y Julio Argentino; allí murieron su progenitor y dos hermanos, Marcos, por una fiebre que lo devoró en Paso de la Patria y Celedonio, por las heridas que recibió en el ataque a Las Palmas. También Ataliva luchó en Laguna Vera, en Angostura, en San Antonio, en Itá-Ibaté, en Lomas Valentinas y en la Toma de Asunción.
Fue clasificado como militar, comerciante, pionero del desierto, estanciero, funcionario y político. Aunque algunas biografías insisten en que Ataliva intervino en las batallas de Cepeda de 1859 y de Pavón en 1861, todo parece indicar que lo hizo no en carácter militar, sino como corresponsal o proveedor logístico, pero no como militar reglado.
Más tarde sí actuó eficazmente en las milicias formadas para la lucha contra el indio, sobre todo en Junín, tierra de avanzada sobre el desierto. Luego colaboró con su hermano Alejandro, desde Buenos Aires, como corresponsal y agente para proveerlo de la mercancía necesaria para su trabajo de vivandero de la guerra del Paraguay.

## Su vida después de la guerra
Pasada la guerra se estableció en Ricardo Rojas dedicándose a los negocios y fue en Junín Comandante de Guardias Nacionales. Ocupó los cargos de senador y diputado en la provincia de Buenos Aires, fue diputado nacional y director del Banco de la Provincia de Buenos Aires.
Pero lo más interesante de Ataliva Roca está en su vida empresarial y sobre todo en lo que se vincula con el mercado de tierras, su patrimonio arrojaba 20.500 has. en Junín, 58.000 has. en La Pampa, chacras y terrenos en las cercanías de Buenos Aires, La Plata y Bahía Blanca, acciones en varias compañías de seguros, de la marina mercante, de carruajes y automóviles, el 14% de los mercados del Pilar y San Cristóbal, títulos de la deuda de la provincia de Entre Ríos, 6 casas en la Capital Federal y los campos poblados con 40.000 ovinos 8.800 vacunos  y 4.000 equinos. Sus bienes superaban los 10.000.000 de pesos moneda nacional.

## Su relación con la política
Fue un hombre de acción, y en política, actuó en el Partido Autonomista Nacional, siendo un legislador activo. Diputado de la Legislatura de Buenos Aires entre 1876-1880, y senador hasta 1884 y este mismo año electo diputado nacional por el nuevo distrito de la Capital Federal recién creado.
Ocupó también un cargo de Director del Banco de la Provincia de Buenos Aires. Además fue un inquieto empresario y pretendió sin éxito obtener una concesión para la construcción de un gran puerto de aguas profundas para la ciudad de Montevideo en la década de 1880, que hubiera rivalizado con el que el ingeniero Madero proyectaba para Buenos Aires, pero perdió en una confrontación de grandes intereses internacionales.
Se inventó por ingenio de Sarmiento el verbo "atalivar" que se conjugaba en privado cuando se presumía que alguien obtenía un provecho espurio en alguna gestión gubernamental o particular.

## Actividad colonizadora
Formó parte de la empresa colonizadora de Guillermo Lehmann junto con Manuel Quintana, Gregorio Torres, Carlos Saguier, Félix Egusquiza, Marcelino Mesquita, José M. Muñiz, Agustín y Mariano Cabal, etc.
También Ataliva tenía una empresa colonizadora privada la cual lo formaban Gregorio Torres, Marcelino Mezquita y José Maria Muñiz. Esta empresa fundó la localidad de Ataliva en la Provincia de Santa Fe en el año 1884 en las tierras que le fueron compradas al Dr. Manuel María Zavalla el 21 de febrero de 1884.
Entre 1889 y 1891 comenzó a dejar el negocio de la colonización agrícola en Castellanos: vendió sus posesiones a Ángela de la Casa de Lehmann para centralizar sus emprendimientos en ese sentido en  Departamento San Cristóbal coincidentemente con el intento masivo de ganaderos bonaerenses de establecer colonias en el norte provincial y la crisis de 1890, que obligó a muchos de ellos a desprenderse de parte de sus propiedades. Formó, junto a Torres y Mesquita, una trilogía de ganaderos bonaerenses que especularon con tierras en varias provincias de la república.

## Familia

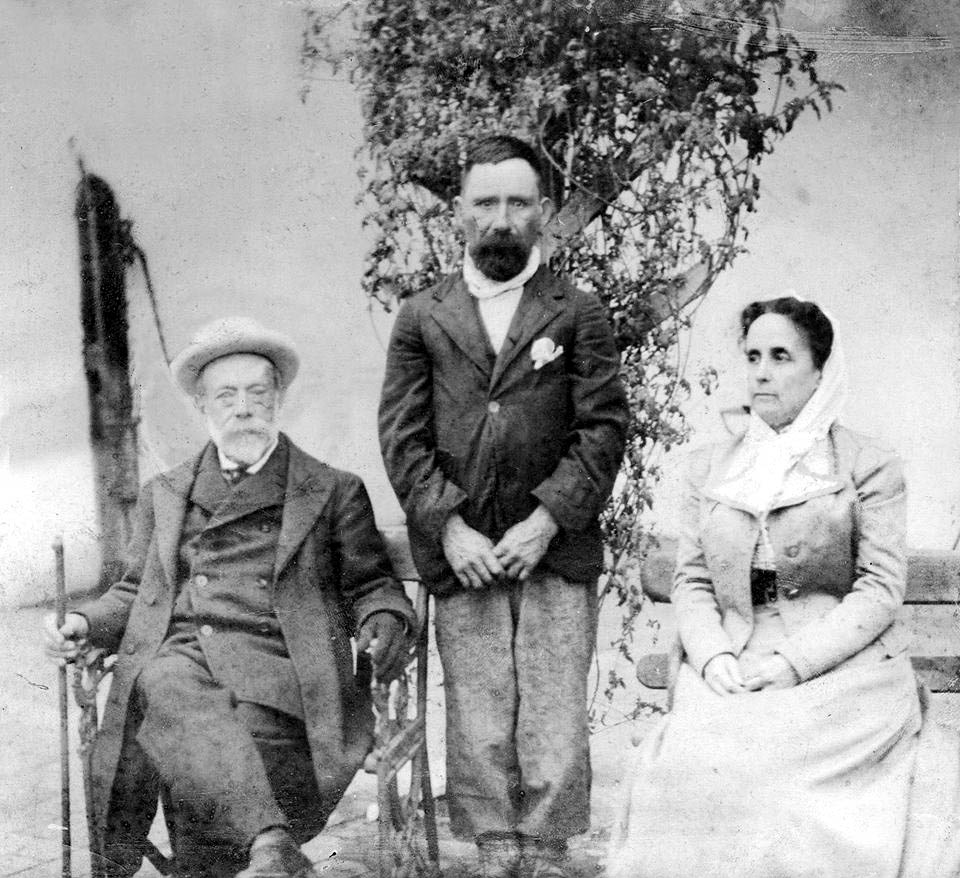
Ataliva Roca y su esposa, padrinos para el bautismo del indio Juan.

Ataliva Roca se casó con Segunda Schóo Reboredo (1846-1938) en la ciudad de Ricardo Rojas el 16 de junio de 1864. Tuvieron siete hijos:
- Elena Roca Schóo (1865-1953)
- Ramona Celina Roca Schóo (1866-1952)
- Ataliva Roca Schóo (1868-1923)
- Arminda Belén Roca Schóo (1870-1956)
- Segunda Roca Schóo (1871-1951)
- María Selmira de las Nieves Roca Schóo (1872-1953)
- Sisto Segundo Roca Schóo (1874-1875)

## Fallecimiento

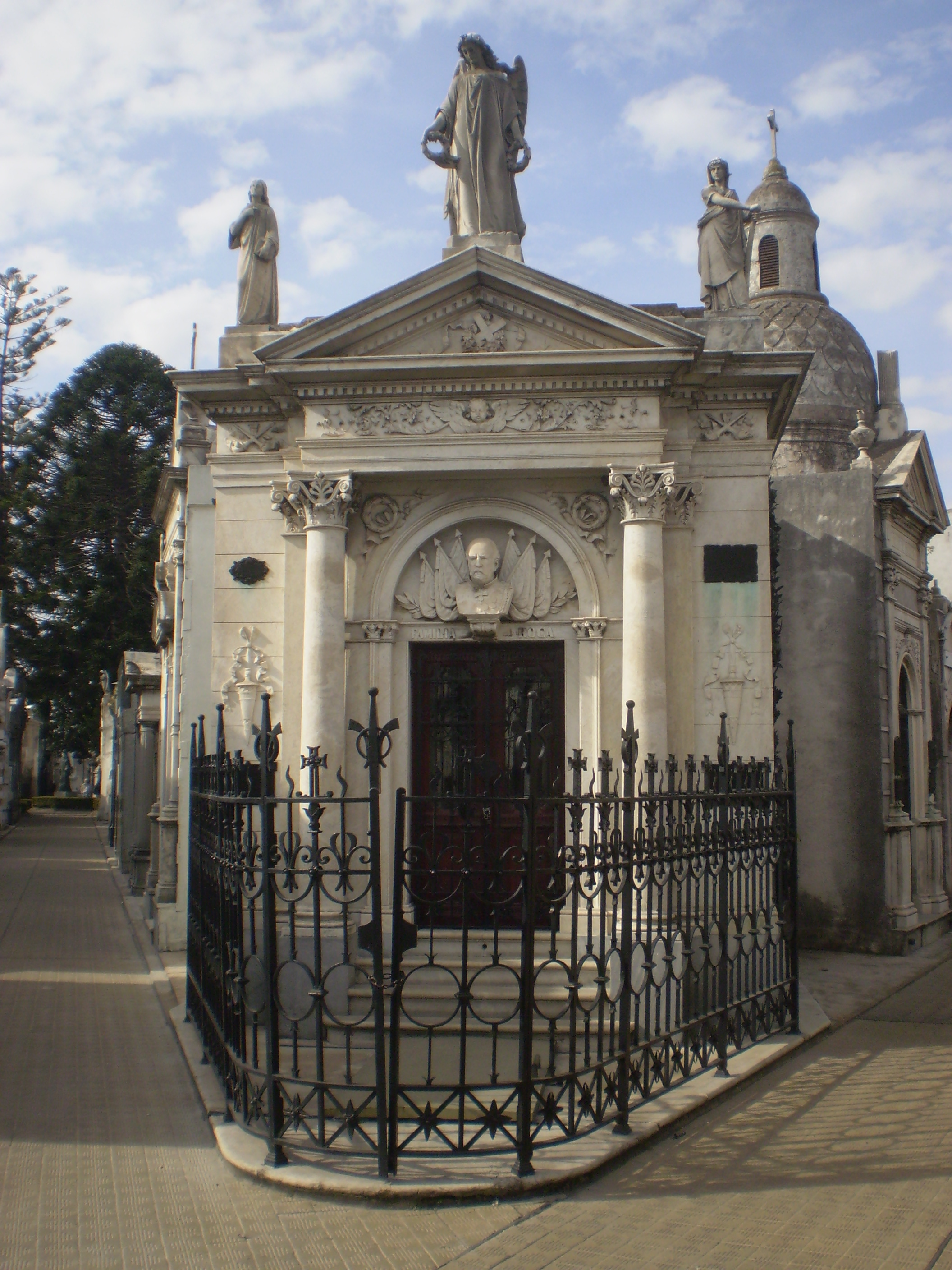
Mausoleo de la familia Roca.

Ataliva murió a los 73 años el 21 de mayo de 1912 en la ciudad de Buenos Aires, después de estar postrado durante cinco años parapléjico por un ataque fulminante. A su muerte, el inventario de sus bienes declarados en la sucesión incluían la estancia San Francisco, de 20.000 hectáreas, en La Pampa, y una fracción de 8.100 hectáreas, también en La Pampa; varias chacras y fracciones en Junín, La Matanza, Morón, La Plata y Bahía Blanca, además de una docena de propiedades en Capital Federal y acciones de diversas empresas, entre ellas los mercados de San Cristóbal y el Pilar. Las cifras precedentes son engañosas habida cuenta de los anticipos de herencia a sus siete hijos habidos de su matrimonio con Segunda Schóo Reboredo. Por ejemplo en 1909 había anticipado en herencia 17.000 hectáreas a cada uno de sus hijos. 
- Datos: Q17462507
- Multimedia: Ataliva Roca / Q17462507